# Hiller István (politikus)
Hiller István (Sopron, 1964. május 7. –) magyar történész, politikus, 2006 és 2010 között oktatási és kulturális miniszter, 2004-től 2007-ig az MSZP elnöke, 2014. május 6. és 2022. május 1. között a Magyar Országgyűlés alelnöke. 2016-tól az MSZP választmány elnöke.

## Történészi tevékenysége
Sorkatonai szolgálata után az ELTE Bölcsészettudományi Kar történelem–latin szakán végzett 1988-ban. Egyetemi tanulmányai során az Eötvös Collegium tagja volt, és a Heidelbergi Egyetemen is tanult. Alma materében kapott állást, a középkori és kora újkori magyar történeti tanszéken. 1990-ben egyetemi doktori, majd 1996-ban PhD doktori fokozatot szerzett.
A Magyar Tudományos Akadémia ösztöndíjasa volt, majd tanársegéd, adjunktus. 1999-ben a hallgatók az év oktatójává választották. 2001-ben kapta meg docensi kinevezését.
A magyar mellett felsőfokon beszél latinul, középfokon olaszul, és tárgyalási szinten angolul és németül.

## Pártpolitikusi tevékenysége
1983-ban lépett be az MSZMP-be, majd 1989-ben az MSZP alapító tagja lett. 1999-ben az országos választmány alelnökévé választották, ez volt első fontos szerepe a pártban. 2000-ben beválasztották az országos elnökségbe.
A 2002-es és a 2006-os országgyűlési választáson egyéni képviselőként (Budapest XX.-XXIII. kerületében) beválasztották az Országgyűlésbe. 2003-ban a párt egyik alelnöke lett, majd 2004-ben az MSZP elnökévé választották Szekeres Imre ellenében. Az MSZP az ő pártelnöksége és Gyurcsány Ferenc miniszterelnöksége alatt ért el választási győzelmet 2006-ban.
A 2010-es országgyűlési választásokon pártja országos listájáról nyert országgyűlési képviselői helyet.
A 2014-es országgyűlési választásokon szintén a parlamentbe jutott, melynek alakuló ülésén a Magyar Országgyűlés alelnökévé választották.
A 2016-os MSZP tisztújításán megválasztották választmány elnökké, és ezzel átvette Botka László helyét. A 2018-as országgyűlési választáson Budapest 16. választókerületében megválasztották országgyűlési képviselőnek. Az Országgyűlés új ciklusának elején ismét megválasztották az Országgyűlés alelnökének.
A 2021-es ellenzéki előválasztáson az MSZP-Párbeszéd szövetség ismét Pesterzsébeten indította, amit hatpárti támogatással nyert meg.

## Kormányzati tevékenysége
A Medgyessy Péter által vezetett kormányban előbb az Oktatási Minisztérium politikai államtitkára, majd kultuszminiszter volt. Miniszteri megbízatásáról 2005 februárjában lemondott, hogy az elkövetkezendő választásra összpontosítson. Helyét Bozóki András vette át.
A 2006-os választási győzelem után Gyurcsány Ferenc őt jelölte oktatási és kulturális miniszternek. Ennek kapcsán Hiller bejelentette, hogy a következő tisztújító kongresszuson nem kíván indulni a pártelnöki posztért. 2007 óta csak alelnöki tisztet lát el.

## Magánélete
Nős, felesége a Budapesti Gazdaságtudományi Egyetemen dolgozik, két fiúgyermekük van.

## Művei
- Palatin Nikolaus Esterházy. Die ungarische Rolle in der Habsburgerdiplomatie 1625-1645; Böhlau, Wien–Köln–Weimar, 1992 (Esterházy-Studien)